# 구스타프 라드브루흐

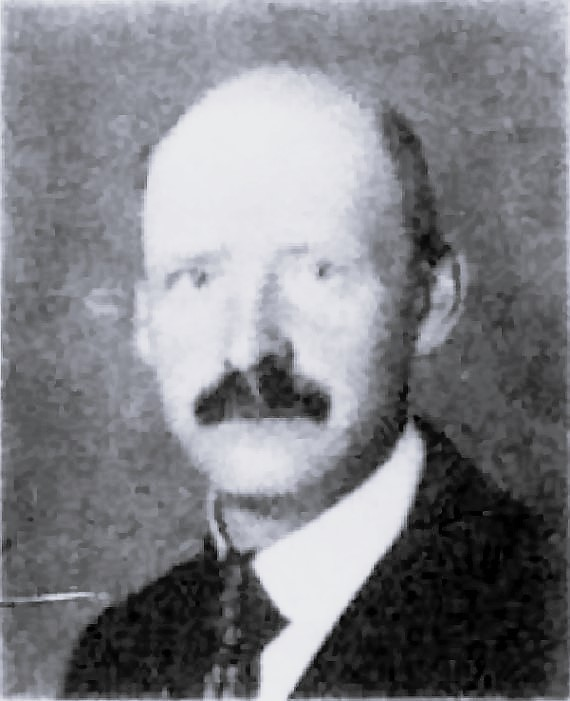

구스타프 라드브루흐(Gustav Radbruch, 1878년 11월 21일 뤼벡 - 1949년 11월 23일 하이델베르크)는 신칸트파의 서남학파에 속하는 독일의 형법·법철학자. 바이마르 공화국 법무장관이였고, 쾨니히스베르크대학·킬대학·하이델베르크대학 교수를 지냈다. 바이마르 초기의 1920-1924년 사회민주당의 국회의원이 되며, 두 번에 걸쳐 법무장관을 맡아 형법 초안을 기안했다. 1933년 독일 나치 정권에 의해 추방되며, 1945년 복직. 존재와 당위, 비판적 지성,인식과 신앙의 이원론 , 자유주의적 경향 등에서 칸트적 정신의 계승자이다. 그러나 법철학에서의 가치상대주의, 법학론에서의 자유법론 등, 칸트와 다른 측면도 많다.

## 철학
라트브루흐의 법철학에서 법가치로서의 정의는 '동일한 것은 동일하게, 부등(不等)한 것은 부등하게 취급하라'와 같은 내용이 없는 형식에 불과하고, 내용적으로는 개인주의·단체주의·문화 작품주의라는 법목적으로서의 세계관에 의하여 정하여진다. 3자(三者) 중 어떤 것이 절대로 옳은가는 학문적으로는 인식할 수 없고, 그것은 각인의 신념에 의한 선택에 의거한다. 따라서 다른 어떠한 세계관(주의·입장)에 대하여서도 관용해야 한다(相對主義). 그렇지만 법에는 법적 안정성이라는 요청이 있기 때문에 상대주의에 입각하면서 다수가 옳다고 하는 주의를 채용하여 정의의 내용을 결정해서 입법을 하지 않으면 안 된다(민주주의의 상대주의적인 기초 부여). 상대주의적 민주주의의 관용을 역이용(逆利用)하여 등장한 나치 절대주의의 경험에 비추어 전후(戰後) 상대주의의 한계가 어슴프레 보이게 되었다. 또한 법가치(내용적 정의인 세계관)에 기초를 둔 세 가지 가치체계를 학문적으로 전개하여 가치철학(價値哲學)으로서의 법철학이 결실되었다.
라트브루흐 법철학의 핵심사상은 "법 개념"(Rechtsbegriff)과 "법 이념"(Rechtsidee)의 학설이다. 법의 이념은 삼두마차인 정의, 실용성, 안정성에 달려있다. 실용성 또는 실효성은 법의 이념을 분석하며 얻어진다고 보았다. 또 법의 개념은 법의 이념을 위한 주어진 사실 이상 이하도 아닌 것이라고 보았다.

## 같이 보기
- 라드부르흐 공식
- 자연법
- 바이마르 공화국
- 법철학